# سيريل ميراندا
سيريل ميراندا (بالفرنسية: Cyril Miranda)‏ هو متزحلق فرنسي، ولد في 25 مارس 1985 في لو سينتير في سويسرا.

## وصلات خارجية
- سيريل ميراندا على موقع الاتحاد الدولي للتزلج (التزلج الريفي) (الإنجليزية)
- سيريل ميراندا على موقع اللجنة الأولمبية الدولية (الإنجليزية)
- سيريل ميراندا على موقع أوليمبيديا (الإنجليزية)
- سيريل ميراندا على موقع اللجنة الأولمبية الفرنسية (مؤرشف) (الفرنسية)